# Lista över offentlig konst i Simrishamns kommun
Lista över offentlig konst i Simrishamns kommun är en ofullständig förteckning över främst utomhusplacerad offentlig konst i Simrishamns kommun.
| Titel                     | Konstnär(er)      | Årtal | Beskrivning                      | Typ - material                          | Stadsdel/ort | Plats Koordinater                                                 | Bild                      |
| ------------------------- | ----------------- | ----- | -------------------------------- | --------------------------------------- | ------------ | ----------------------------------------------------------------- | ------------------------- |
| Brunnsfigur               | Stig Blomberg     | 1959  |                                  | fontänskulptur - marmor                 | Simrishamn   | Kulturhuset Valfiskens entré 55.55475, 14.35259                   | Brunnsfigur               |
| Aurore                    | Jean Carton       | 1974  |                                  | skulptur - brons                        | Skillinge    | yttre piren i Skillinge hamn 55.47397, 14.28568                   | Aurore                    |
| Karet                     | Torulf Engström   | 1988  |                                  | fontän - brons, mosaik                  | Simrishamn   | Brunnsparken 55.5575, 14.3453                                     |                           |
| Smideshästar              | Berth Johansson   | 2006  |                                  | skulpturgrupp - återanvänd järnvägsräls | Borrby       | torget Korsoren 55.45805, 14.17886                                | Smideshästar              |
| Livets källa              | Hanns Karlewski   | 1986  |                                  | fontänskulptur                          | Simrishamn   | Stortorget 55.55666, 14.35006                                     | Livets källa              |
| Bäckahästen               | Helene Aurell     | 2021  | tre betonghästar, lekskulpturer  | skulptur - Betong och färgpigment       | Simrishamn   | Storgatan 24, Österlens museums trädgård 55.5565, 14.3475         |                           |
| Cimbris                   | Ulla Viotti       | 1997  |                                  | skulptur - tegel                        | Simrishamn   | Friaborgsområdet, granne med Österlengymnasiet 55.55912, 14.33184 | Cimbris                   |
| Havstomb                  | Carl Magnus       | 1986  |                                  | skulptur - brons                        | Simrishamn   | nere vid hamnplatsen 55.55667, 14.3545                            | Havstomb                  |
| Systrarna                 | Carl Milles       | 1953  |                                  | skulptur - brons                        | Simrishamn   | Vid Sankt Nicolai kyrka 55.55686, 14.34921                        | Systrarna                 |
| Ängel med trumpet         | Carl Milles       | 1978  |                                  | skulptur - brons                        | Simrishamn   | Vid Sankt Nicolai kyrka 55.55678, 14.34887                        | Ängel med trumpet         |
| Raketen                   | Karin Norelius    | 1967  |                                  | skulptur - betong, mosaik               | Simrishamn   | hörnet Simrisvägen – Backgatan 55.55407, 14.33839                 | Raketen                   |
| Lekande barn              | Karin Norelius    | 1968  |                                  | skulptur - brons                        | Hammenhög    | torget 55.50286, 14.15051                                         | Lekande barn              |
| Dammsugerskan             | Gittan Jönsson    | 2015  |                                  | väggmålning                             | Simrishamn   | Bruksgatan 55.5506, 14.3497                                       |                           |
| Barnacle, Havstulpan      | Anders Kappel     | 2017  |                                  | skulptur - brons, granit                | Simrishamn   | Jonebergs torg 55.5585, 14.3377                                   |                           |
| Medelmedborgaren Marianne | Måns Wrange       | 1999  |                                  | byst                                    | Simrishamn   | Stortorget 55.55666, 14.34981                                     | Medelmedborgaren Marianne |
| Skepparhistorier          | Calle Örnemark    | 1974  |                                  | relief - trä                            | Simrishamn   | vid Sjöfartsplatsen (mitt emot Hotell Svea) 55.5588, 14.3535      |                           |
| Riggmasten                | Gösta Werner      | 2009  |                                  | skulptur                                | Simrishamn   | Sjöfartsplatsen, mitt emot Gösta Wernermuseet 55.55921, 14.35245  | Riggmasten                |
| Fiskarna                  | Börje Lindberg    | 2008  |                                  | skulptur - brons                        | Simrishamn   | nära Hamnkiosken 55.55751, 14.35344                               |                           |
| SIN flaggor               | Börje Lindberg    | 2000  |                                  |                                         | Simrishamn   | Branteviksrondellen 55.54994, 14.34922                            | SIN flaggor               |
| Råkullefresken            | Gittan Jönsson    | 2001  |                                  | Måleri - al fresco                      | Brantevik    | Råkulle Gård koordinater saknas                                   |                           |
| Nornorna                  | Waldemar Raemisch |       | Gravvård för Otto Ehrich         | Skulptur                                | Vitaby       | Vitaby kyrkogård koordinater saknas                               | Nornorna                  |
| Piratenskulpturen         | Göran Hazelius    |       | Staty av Fritiof Nilsson Piraten | staty - brons                           | Kivik        | i backen mot Hamnplan 55.68662, 14.22657                          | Piratenskulpturen         |

## Fotnoter
1. ↑  första gången uppsatt 1959, skadad 1976, och sedan satt på sin nuvarande plats 1990
2. ↑  skulptorforbundet.se
3. ↑  skulptorforbundet.se